# 10139 Ronsard
10139 Ronsard este o planetă minoră (asteroid), cu un diametru de 3,995 km, din centura de asteroizi. A fost descoperită pe 19 septembrie 1993 la observatoire de la Côte d'Azur⁠(d) de Eric Walter Elst și a fost numită după Pierre de Ronsard. 
Obiectul prezintă o orbită caracterizată de o semiaxă mare de 2,3501986 UAi, o excentricitate de 0,03, o înclinație de 1,00008 ° în raport cu ecliptica.